# Burg Aderzhofen
Die Burg Aderzhofen ist eine abgegangene Burg bei dem Ortsteil Aderzhofen der Gemeinde Uttenweiler im Landkreis Biberach in Baden-Württemberg.

## Geschichte

Wappen der Herren von Aderzhofen

Die Herren von Aderzhofen waren 1166 bis 1286 Vasallen der Grafen von Veringen.
Von der von den Herren von Aderzhofen erbauten Burg, die 1303 erwähnt wird und später im Besitz des Spitals Riedlingen war, ist nichts mehr erhalten.